# Dmitri Kuzmín
Dmitri Vladímirovitx Kuzmín (en rus: Дмитрий Владимирович Кузьмин, Moscou, 12 de desembre de 1968) és un poeta, crític i editor rus.

## Biografia
Kuzmín va néixer a Moscou, fill de l'arquitecte Vladimir Legoixin i la crítica literària Edvarda Kuzmina; entre els seus avis destacaven el crític Borís Kuzmín i la traductora Nora Gal. Entre 1985 i 1987 va estudiar filologia a la Universitat Estatal de Moscou, però en va ser expulsat. Es va graduar filologia per la Universitat Estatal Pedagògica de Moscou el 1993. En 2005 va obtenir un doctorat per la seva tesi sobre els monòstics. El 2014 va ser professor visitant de la Universitat de Princeton. Des de llavors, viu a Letònia com a protesta contra el règim de Vladímir Putin.

## Activitats
Va començar la seva carrera literària el 1988 coordinant un grup de poetes que ara es coneixen com el cercle Vavilon, procedent de la paraula en rus de Babilim. Ell i els seus companys van començar a publicar una sèrie de llibres independent anomenada Biblioteka molodoi literaturi. El 1993 va fundar l'editorial independent de poesia ARGO-RISK. El 1996 es va publicar el primer número de l'almanac gai anomenat RISK. El 1997 va crear el web Vavilon.ru, que agrupava textos de 180 escriptors. Kuzmín va afirmar que el seu principal propòsit amb aquest web era resistir l'enorme onada de la "literatura comercial", que va començar a inundar el mercat rus per primera vegada des de la dècada de 1920. El 2007 va fundar LitKarta, un web que proporciona informació sobre diversos escriptors russos.
Kuzmín va organitzar diversos recitals i festivals, que definiria com a "no comercials". Afirma que ha publicat uns 300 llibres d'altres escriptors. Ha guanyat alguns premis per la promoció de joves escriptors, entre ells el premi Andrei Beli (2002). Més tard, es va convertir en membre del comitè d'aquest premi. Des de 2006 ha editat la revista literària Vozdukh. El 2007 els editors de les principals revistes literàries russes van votar en contra d'incloure Vozdukh a Jurnalni Zal, la biblioteca digital de revistes literàries russos, una decisió que va ser titllada de polèmica i d'injusta per alguns autors russos. Kuzmín també és membre del consell assessor de St. Petersburg Review.
Kuzmín promou activament la cultura gai i lluita contra l'homofòbia. Els seus poemes, inclosos els explícitament homosexuals, i assajos han aparegut en algunes revistes literàries russes. El 2008 va publicar un recull dels seus poemes i traduccions. Alguns dels seus poemes van ser traduïts a l'anglès (A Public Space, Habitus, Aufgabe, Fulcrum, Big Bridge), al francès (Europe), al serbi (Treći Trg) i a l'estonià (Vikerkaar). Segons el crític literari rus Ilià Kukulin: "El tema dels seus poemes és l'inconformista que té una actitud crítica cap a si mateix i cap a la societat en què forma part, però la seva percepció del món és impressionista en lloc de discursiva". Un altre estudiós, Vitali Txernetski, traça els orígens de la forma de Kuzmín en la poètica de Frank O'Hara.